# Casiornis rufus
A Casiornis rufus a madarak osztályának a verébalakúak (Passeriformes) rendjébe, a királygébicsfélék (Tyrannidae) családjába tartozó faj.

## Rendszerezése
A fajt Louis Pierre Vieillot francia ornitológus írta le 1816-ban, a Thamnophilus nembe Thamnophilus rufus néven. Használták a Casiornis rufa nevet is.

## Előfordulása
Argentína, Bolívia, Brazília, Paraguay, Paraguay, Peru és Uruguay területén honos. Természetes élőhelyei a szubtrópusi és trópusi síkvidéki esőerdők, száraz erdők, szavannák és cserjések, folyók és patakok környékén. Vonuló faj.

## Megjelenése
Testhossza 22 centiméter, testtömege 22–27 gramm.
|  |

## Természetvédelmi helyzete
Az elterjedési területe rendkívül nagy, egyedszáma ugyan csökken, de még nem éri el a kritikus szintet. A Természetvédelmi Világszövetség Vörös listáján nem fenyegetett fajként szerepel.